# Prostylos

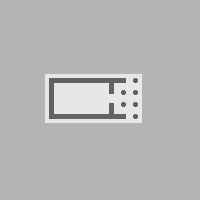
Prostylos

Prostylos (starořecky πρό ‘před’ a στῦλος ‘sloupec’) je jeden z typů řeckého chrámu.

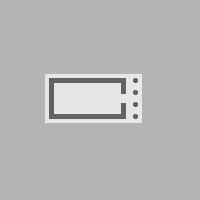
Prostylos

## Popis

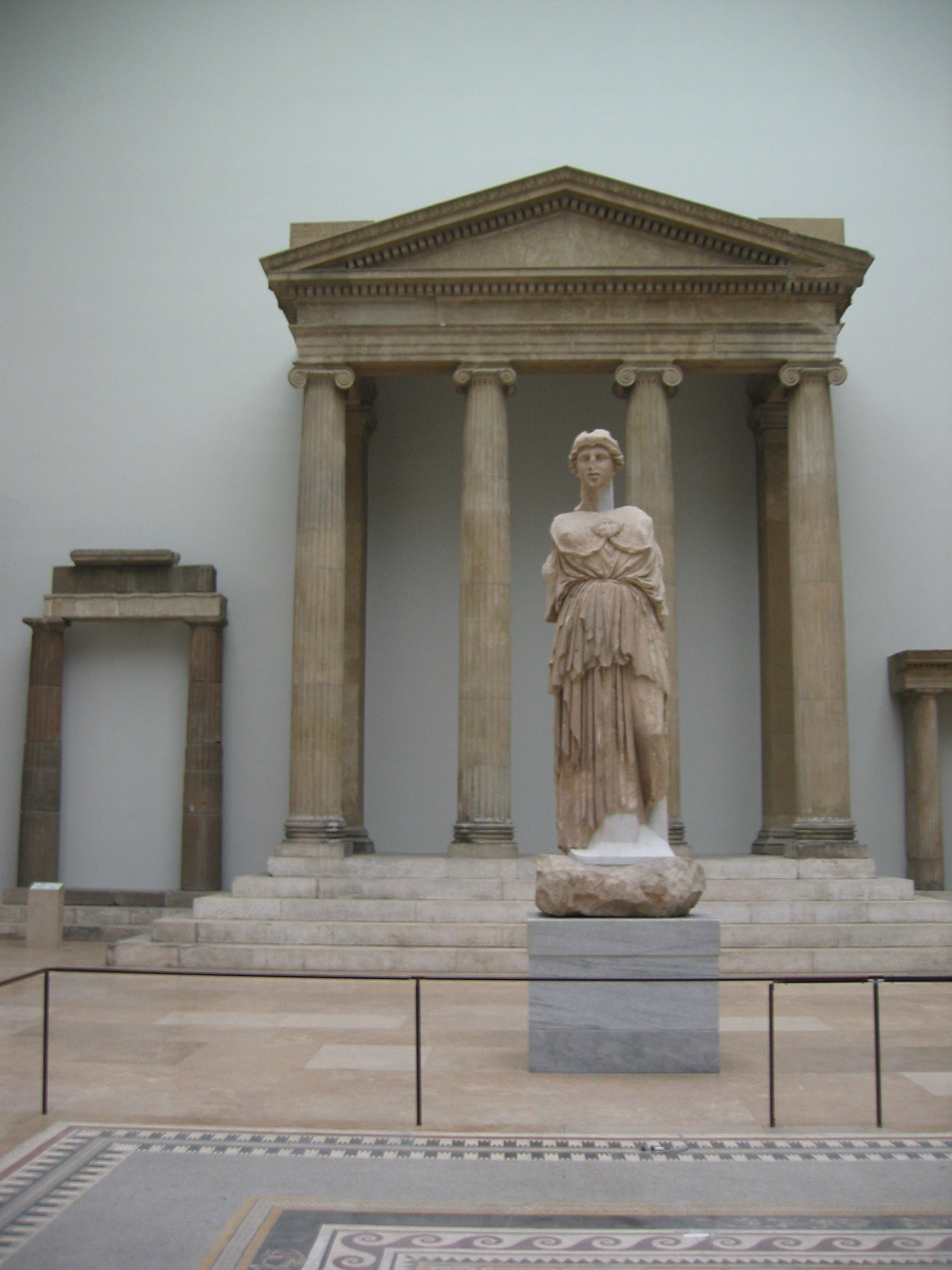
Zeus–Sosipolis, chrám v Magnesii nad Menderem z počátku 2. století před Kristem

Má na celou šířku chrámu předsazenou řadu sloupů.a to před pronaosem,(vestibulem antického chrámu antentempel), před cellou chrámu, nebo i při chybějícím pronaosu. (viz Vitruvius III 2, 3). Tuto polohu sloupů lze také rozšířit o sloupy na bocích, takže vznikne vestibul prostylu, například 4 × 2 sloupy. Příkladem toho je helénistický chrám v posvátné obci Dodóna. Jednoduché prostyloi jsou například: chrám A na ostrově Paros, klenotnice města Gela v Olympii, chrám Apollo Patroos na athénské Agóře, chrám řecké bohyně Demeter v Milétu nebo chrám Zeus–Sosipolis v Magnesii nad Menderem.
Prostylos má také variantu, která má řadu sloupů na přední i zadní straně. Nazývá se amfiprostylos.